# Limnephilus fagus
Limnephilus fagus là một loài Trichoptera trong họ Limnephilidae. Chúng phân bố ở miền Tân bắc.